# Lunarstorm
Lunarstorm ([lʉ:ʹnarstɔrm]) – szwedzki nie działający już serwis społecznościowy utworzony 1 stycznia 2000 roku przez Rickarda Ericssona, przeznaczony dla dzieci i młodzieży. Właścicielem serwisu było przedsiębiorstwo Lunarworks.

## Historia
Serwis został utworzony 1 stycznia 2000 roku przez Rickarda Ericssona. 43 tysiące użytkowników pochodziło z projektu Ericssona – Stajlplejs – pierwszej społeczności internetowej w Skandynawii, która ustanowiła podstawy i drogę rozwoju dla Lunarstorm.
Według artykułu z 2005 roku Lunarstorm zatrudniało 60 pracowników, w tym jednego redaktora. 60 procent przychodów było generowane przez reklamy, a pozostałe 40 przez płatne usługi. W 2006 roku zostały otwarte strony serwisu w Danii i Wielkiej Brytanii. Według danych z 2007 roku w serwisie było zarejestrowanych 1 200 000 użytkowników.